# 霍普弗爾山
62°2′S 58°6′W / 62.033°S 58.100°W
霍普弗爾山是南極洲的山峰，位於南設得蘭群島的喬治王島，處於喬治王灣以北3公里和雷亞峰東南面3公里，現時由南極條約體系管理。